# Хольненгпухыръёган
Хольненгпухыръёган (Хольненгпухыръёхан, устар. Хульнен-Пугор-Юган, хант. Хўԓнәӈпөхәръюхан — «река с рыбным островом») — река в России, протекает по Белоярскому району Ханты-Мансийского АО (ХМАО — Югра). Устье реки находится в 20 км от устья Ёхомъёгана по левому берегу. Длина реки составляет 10 км.

## Данные водного реестра
По данным государственного водного реестра России относится к Нижнеобскому бассейновому округу, водохозяйственный участок реки — Обь от впадения Иртыша до впадения реки Северная Сосьва, речной подбассейн реки — бассейны притока Оби от Иртыша до впадения Северной Сосьвы. Речной бассейн реки — (Нижняя) Обь от впадения Иртыша.